# Bathypolypus valdiviae
Bathypolypus valdiviae är en bläckfiskart som först beskrevs av Thiele in Chun 1915.  Bathypolypus valdiviae ingår i släktet Bathypolypus och familjen Octopodidae. Inga underarter finns listade i Catalogue of Life.

## Bildgalleri

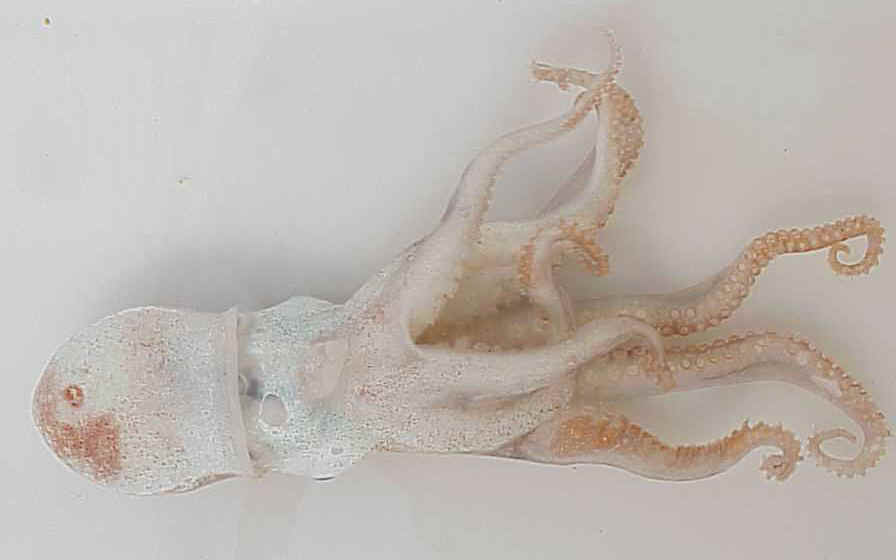